# Wendy Turnbull
Wendy Turnbull, MBE (* 26. November 1952 in Brisbane) ist eine ehemalige australische Tennisspielerin.

## Karriere
Turnbull gewann mit ihrer Landsfrau Elizabeth Smylie bei den Olympischen Spielen 1988 in Seoul die Bronzemedaille im Damendoppel. In ihrer Karriere gewann sie insgesamt neun Einzel- und 55 Doppeltitel, darunter vier Doppeltitel bei Grand-Slam-Turnieren, sowie fünf Titel im Mixed. Sie erreichte weitere drei Einzel- und elf Doppel-Endspiele bei Grand-Slam-Turnieren (neun davon verlor sie gegen Paarungen, in denen Martina Navrátilová mitspielte) sowie ein weiteres Mixed-Finale.
Zwischen 1977 und 1988 spielte sie für das australische Fed-Cup-Team. In 62 Partien feierte sie 46 Siege; ihre Bilanz im Doppel weist 29 Siege bei acht Niederlagen aus (im Einzel 17:8 Siege). Von 1985 bis 1993 war sie entweder Kapitänin oder Trainerin der australischen Mannschaft.
Wendy Turnbull, deren Profikarriere von 1975 bis 1989 dauerte, war zudem Mitglied im Fed-Cup-Komitee der ITF. Im Dezember 1993 wurde sie von der Stadt Brisbane geehrt, als sie einen Park nach ihr benannte. Bereits 1984 war Turnbull mit dem Order of the British Empire (MBE) bedacht worden.

## Grand-Slam-Titel (9)

### Doppel (4)
| Jahr | Turnier     | Partnerin    | Finalgegnerinnen                     | Ergebnis        |
| ---- | ----------- | ------------ | ------------------------------------ | --------------- |
| 1978 | Wimbledon   | Kerry Reid   | Mima Jaušovec Virginia Ruzici        | 4:6, 9:810, 6:3 |
| 1979 | French Open | Betty Stöve  | Virginia Wade Françoise Dürr         | 3:6, 7:5, 6:4   |
| 1979 | US Open     | Betty Stöve  | Billie Jean King Martina Navrátilová | 6:4, 6:3        |
| 1982 | US Open     | Rosie Casals | Sharon Walsh Barbara Potter          | 6:4, 6:4        |

### Mixed (5)
| Jahr | Turnier     | Partner       | Finalgegner                   | Ergebnis        |
| ---- | ----------- | ------------- | ----------------------------- | --------------- |
| 1979 | French Open | Bob Hewitt    | Virginia Ruzici Ion Țiriac    | 6:3, 2:6, 6:1   |
| 1980 | US Open     | Marty Riessen | Betty Stöve Frew McMillan     | 7:6, 6:2        |
| 1982 | French Open | John Lloyd    | Cláudia Monteiro Cássio Motta | 6:2, 7:610      |
| 1983 | Wimbledon   | John Lloyd    | Steve Denton Billie Jean King | 6:75, 7:65, 7:5 |
| 1984 | Wimbledon   | John Lloyd    | Steve Denton Kathy Jordan     | 6:3, 6:3        |

## Grand-Slam-Finalteilnahmen (15)

### Einzel (3)
| Jahr | Turnier         | ="170"! Finalgegnerin | Ergebnis |
| 1977 | US Open         | Chris Evert           | 6:7, 2:6 |
| 1979 | French Open     | Chris Evert-Lloyd     | 2:6, 0:6 |
| 1980 | Australian Open | Hana Mandlíková       | 0:6, 5:7 |

### Doppel (11)
| Jahr | Turnier         | Partnerin       | Finalgegnerinnen                     | Ergebnis      |
| ---- | --------------- | --------------- | ------------------------------------ | ------------- |
| 1978 | US Open         | Kerry Reid      | Billie Jean King Martina Navrátilová | 6:7, 4:6      |
| 1979 | Wimbledon       | Betty Stöve     | Billie Jean King Martina Navrátilová | 7:5, 3:6, 2:6 |
| 1980 | Wimbledon       | Rosie Casals    | Anne Smith Kathy Jordan              | 6:4, 5:7, 1:6 |
| 1981 | US Open         | Rosie Casals    | Anne Smith Kathy Jordan              | 3:6, 3:6      |
| 1982 | French Open     | Rosie Casals    | Martina Navratilova Anne Smith       | 3:6, 4:6      |
| 1983 | Wimbledon       | Rosie Casals    | Martina Navratilova Pam Shriver      | 2:6, 2:6      |
| 1983 | Australian Open | Anne Hobbs      | Martina Navratilova Pam Shriver      | 4:6, 7:6, 2:6 |
| 1984 | US Open         | Anne Hobbs      | Martina Navratilova Pam Shriver      | 2:6, 4:6      |
| 1986 | Wimbledon       | Hana Mandlíková | Martina Navratilova Pam Shriver      | 1:6, 3:6      |
| 1986 | US Open         | Hana Mandlíková | Martina Navratilova Pam Shriver      | 4:6, 6:3, 3:6 |
| 1988 | Australian Open | Chris Evert     | Martina Navratilova Pam Shriver      | 0:6, 5:7      |

### Mixed (1)
| Jahr | Turnier   | Partner    | Finalgegner             | Ergebnis      |
| ---- | --------- | ---------- | ----------------------- | ------------- |
| 1982 | Wimbledon | John Lloyd | Kevin Curren Anne Smith | 6:2, 3:6, 5:7 |